# Günther Heinze (Sportfunktionär)
Günther Heinze (* 26. Juli 1923 in Dresden-Blasewitz; † 4. Oktober 2020 in Berlin) war ein Sportfunktionär der Deutschen Demokratischen Republik (DDR). Er war von 1981 bis 1992 Mitglied des Internationalen Olympischen Komitees und 1990 Präsident des Nationalen Olympischen Komitees der DDR.

## Leben
Günther Heinze wurde 1923 in Blasewitz geboren und absolvierte nach dem Besuch der Volksschule in Dresden eine Ausbildung zum Maschinenschlosser. Zu dieser Zeit betrieb er Leichtathletik und Basketball. Am 9. Juni 1941 beantragte er die Aufnahme in die NSDAP und wurde zum 1. September desselben Jahres aufgenommen (Mitgliedsnummer 8.645.271), ebenfalls 1941 wurde er zur Luftwaffe eingezogen. Zuletzt im Dienstgrad Gefreiter war er von 1944 bis 1949 in sowjetischer Kriegsgefangenschaft.
Nach seiner Rückkehr nach Deutschland wurde er 1949 Vorsitzender des Kreis-Sportausschusses von Dresden. 1950 nahm er ein Studium an der Deutschen Hochschule für Körperkultur (DHfK) in Leipzig auf, das er 1952 als Diplom-Sportlehrer abschloss. 1951 gehörte er der DDR-Basketballauswahlmannschaft an. Von 1952 bis 1954 war er Abteilungsleiter und von 1954 bis 1957 stellvertretender Vorsitzender des Staatlichen Komitees für Körperkultur und Sport beim Ministerrat der DDR. In letzterer Funktion war er zuständig für Wissenschaftsfragen und internationale Verbindungen. 
Im Nationalen Olympischen Komitee der DDR wirkte er von 1955 bis 1972 und von 1982 bis 1989 als Vizepräsident, von 1973 bis 1982 als Generalsekretär sowie vom 6. Januar bis zum 15. Juni 1990 als amtierender Präsident. Von 1981 bis 1992 war er Mitglied des Internationalen Olympischen Komitees (IOC), von dem er mit seinem Ausscheiden zum Ehrenmitglied ernannt wurde.
Günther Heinze leitete darüber hinaus von 1952 bis 1955 die Sektion Basketball des Deutschen Sportausschusses. Zudem gehörte er von 1955 bis 1970 dem Präsidium des Basketball-Verbandes der DDR und von 1970 bis 1984 dem Präsidium des Volleyball-Verbandes der DDR an. Von 1957 bis 1989 war er Vizepräsident für internationale Beziehungen des Deutschen Turn- und Sportbunds, der zentralen Massenorganisation in der DDR für den Bereich des Sports. 
Heinze war verheiratet und Vater von drei Kindern.

## Auszeichnungen
- 1960 Ehrentitel Verdienter Meister des Sports
- 1966 Friedrich-Ludwig-Jahn-Medaille
- 1971 Verdienstkreuz des finnischen Sports in Silber
- 1972 Vaterländischer Verdienstorden in Gold
- 1974 Ehrenzeichen für Körperkultur und Sport der Deutschen Demokratischen Republik
- 1976 Ehrenspange zum Vaterländischen Verdienstorden in Gold[4]
- 1980 und 1988 Orden Stern der Völkerfreundschaft in Gold
- 1985 Ehrendoktorwürde der DHfK Leipzig